# ブロードウォーター郡 (モンタナ州)
ブロードウォーター郡（英: Broadwater County）は、アメリカ合衆国モンタナ州の中央部西に位置する郡である。2010年国勢調査での人口は5,612人であり、2000年の4,385人から28.0％増加した。郡庁所在地はタウンゼンド市（人口1,878人）であり、同郡で人口最大の自治体でもある。郡名は、モンタナの鉄道、不動産、金融事業で大立者だったチャールズ・アーサー・ブロードウォータに因んで名付けられた。

## 歴史
ルイス・クラーク探検隊はミズーリ川を辿って行ったときに、現在のブロードウォーター郡を抜けて行った。1864年にビッグベルト山脈で金が発見され、幾つかの鉱山町ができた。1881年、ノーザン・パシフィック鉄道が開通し、現在のタウンゼンドが停車駅になった。

## 地理
アメリカ合衆国国勢調査局に拠れば、郡域全面積は1,239平方マイル (3,209.0 km2)であり、このうち陸地は1,191平方マイル (3,084.7 km2)、水域は48平方マイル (124.3 km2)で水域率は3.84％である。
郡境界の東と北はほぼビッグベルト山脈となっており、西はエルクホーン山脈、南はホースシュー丘陵となっている。
ブロードウォーター郡はモンタナ州で第3位の大きさの水域であるキャニオンフェリー湖で知られている。この湖が地元の農場に水を供給するとともに、地域のレクリエーションの地ともなっている。湖での釣り、ボート遊び、水泳、キャンピング、および野生生物観察のために、観光客が訪れてきている。

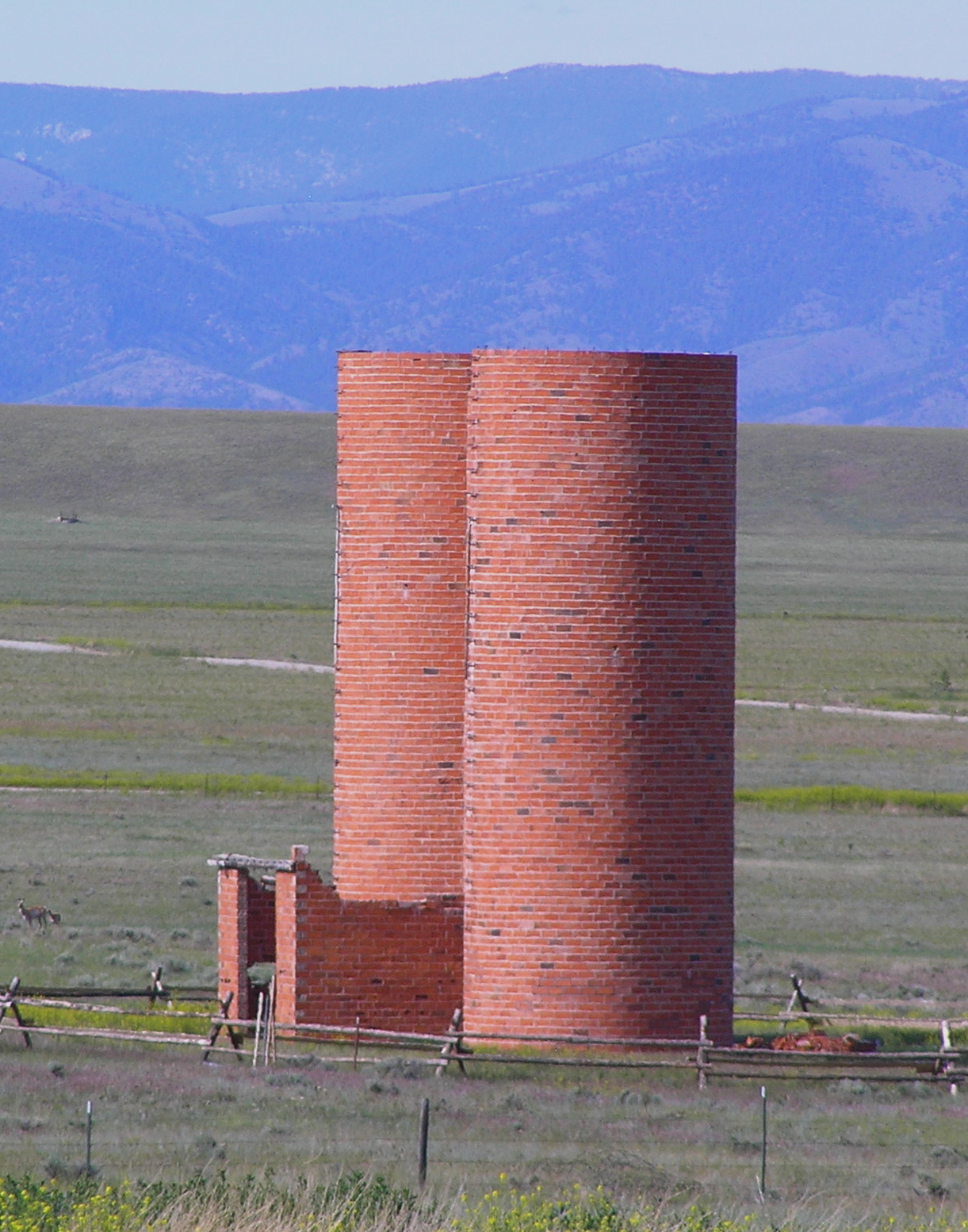
穀物サイロ、ブロードウォーター郡の目印である

### 主要高規格道路
- 州間高速道路90号線
- アメリカ国道12号線
- アメリカ国道287号線
- モンタナ州道2号線

### 隣接する郡
- マー郡 - 北、東
- ギャラティン郡 - 南
- ジェファーソン郡 - 西
- ルイスアンドクラーク郡 - 北西

### 国立保護地域
- ヘレナ国立の森（部分）

## 経済
農業がブロードウォーター郡経済の主要産業である。2000年の統計ではRYティンバーとホィート・モンタナ・ベイカリーが民間最大の雇用主である。

## 人口動態
以下は2000年国勢調査による人口統計データである。
| 基礎データ - 人口: 4,385人 - 世帯数: 1,752 世帯 - 家族数: 1,270 家族 - 人口密度: 1人/km2（4人/mi2） - 住居数: 2,002軒 - 住居密度: 1軒/km2（2軒/mi2） 人種別人口構成 - 白人: 97.04% - アフリカン・アメリカン: 0.27% - ネイティブ・アメリカン: 1.16% - アジア人: 0.11% - 太平洋諸島系: 0.07% - その他の人種: 0.34% - 混血: 1.00% - ヒスパニック・ラテン系: 1.32% 先祖による構成 - ドイツ系：25.5％ - イギリス系：14.5％ - アイルランド系：12.9％ - ノルウェー系：9.9％ - フランス系：6.3％ 言語による構成 - 英語：98.0％ - ドイツ語：1.3％ | 年齢別人口構成 - 18歳未満: 25.2% - 18-24歳: 4.8% - 25-44歳: 26.2% - 45-64歳: 27.4% - 65歳以上: 16.4% - 年齢の中央値: 41歳 - 性比（女性100人あたり男性の人口） - 総人口: 104.0 - 18歳以上: 103.7 世帯と家族（対世帯数） - 18歳未満の子供がいる: 30.1% - 結婚・同居している夫婦: 61.4% - 未婚・離婚・死別女性が世帯主: 6.9% - 非家族世帯: 27.5% - 単身世帯: 24.1% - 65歳以上の老人1人暮らし: 9.9% - 平均構成人数 - 世帯: 2.47人 - 家族: 2.91人 収入と家計 - 収入の中央値 - 世帯: 32,689米ドル - 家族: 36,524米ドル - 性別 - 男性: 28,495米ドル - 女性: 19,500米ドル - 人口1人あたり収入: 16,237米ドル - 貧困線以下 - 対人口: 10.8% - 対家族数: 7.6% - 18歳未満: 13.7% - 65歳以上: 7.9% |

## 都市と町

### 都市

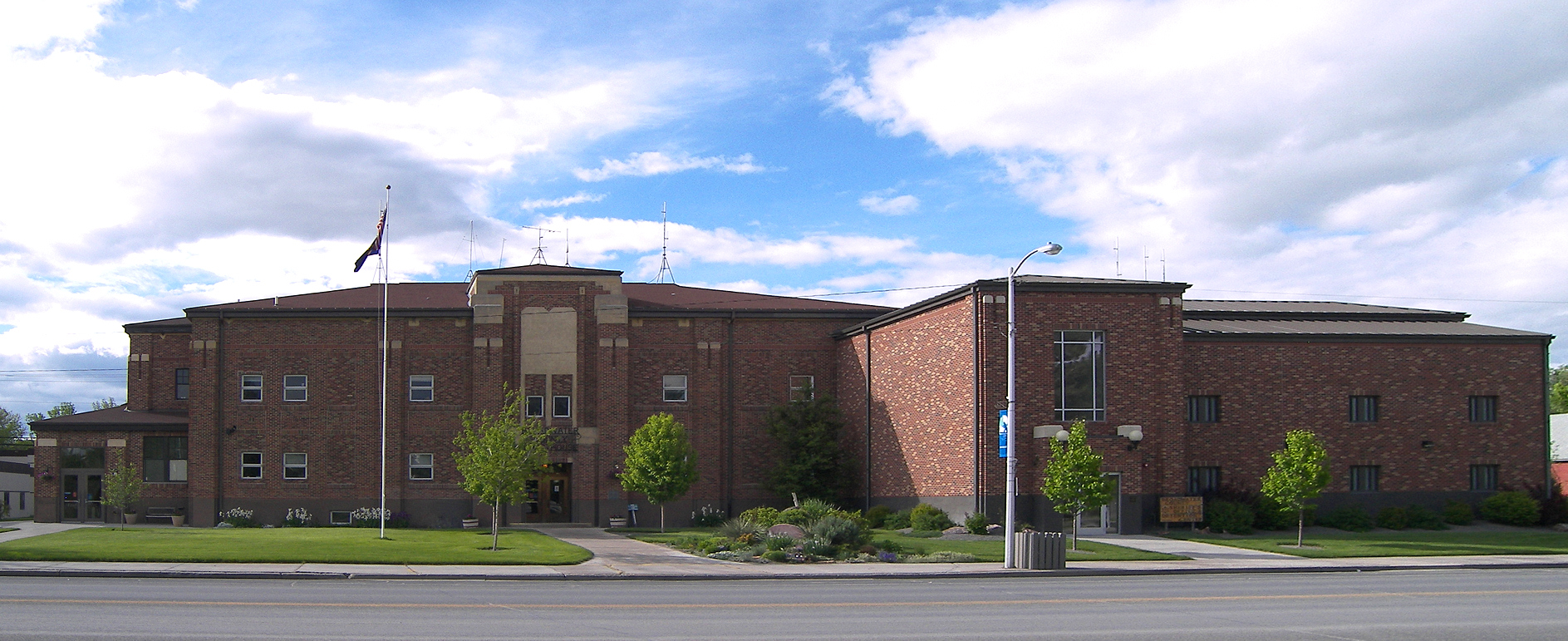
タウンゼンドにあるブロードウォーター郡庁舎

- タウンゼンド - 郡庁所在地

### 国勢調査指定地域
- レイダーズバーグ
- トストン
- ウィンストン

### その他の町
- ロンバード